# René Wolff
René Wolff (Erfurt, 4 april 1978) is een Duits baanwielrencoach en voormalig baanwielrenner, gespecialiseerd in de sprintonderdelen. Hij werd op 1 maart 2010 bondscoach van de Nederlandse baansprinters.
Zowel in 1995 als in 1996 behaalde Wolff de wereldtitel sprint bij de junioren. In 2003 werd hij wereldkampioen op de teamsprint samen met Carsten Bergemann en Jens Fiedler. Tijdens de Olympische Spelen van 2004 in Athene won Wolff samen met Jens Fiedler en Stefan Nimke de olympische titel op de teamsprint. Op het wereldkampioenschap van 2005 won Wolff de titel op de sprint.

## Palmares
1995
- Wereldkampioenschap Sprint, Junioren

1996
- Wereldkampioenschap Sprint, Junioren

1997
- 1e Wereldbeker Kopenhagen sprint

2001
- Duits kampioenschap keirin

2002
- Wereldkampioenschap keirin
- 1e Wereldbeker Monterrey sprint

2003
- Wereldkampioenschap teamsprint (met Carsten Bergemann en Jens Fiedler)
- Duits kampioenschap teamsprint (met Matthias John en Michael Seidenbecher)
- Duits kampioenschap keirin
- Duits kampioenschap sprint
- 1e Wereldbeker Moskou keirin
- 1e Wereldbeker Sydney sprint

2004
- Duits kampioenschap keirin
- 1e Wereldbeker Moskou teamsprint (met Jens Fiedler en Carsten Bergemann)
- Olympische Spelen teamsprint (met Stefan Nimke en Jens Fiedler)
- Olympische Spelen sprint

2005
- Wereldkampioenschap sprint
- Wereldkampioenschap teamsprint (met Stefan Nimke en Matthias John)
- 1e Wereldbeker Manchester keirin

2000: Gané, Tournant, Rousseau ·
2004: Wolff, Nimke, Fiedler ·
2008: Staff, Kenny, Hoy ·
2012: Kenny, Hoy, Hindes ·
2016: Hindes, Kenny, Skinner ·
2020: Van den Berg, Büchli, Lavreysen, Hoogland
2024: Van den Berg, Lavreysen, Hoogland